# Heiau

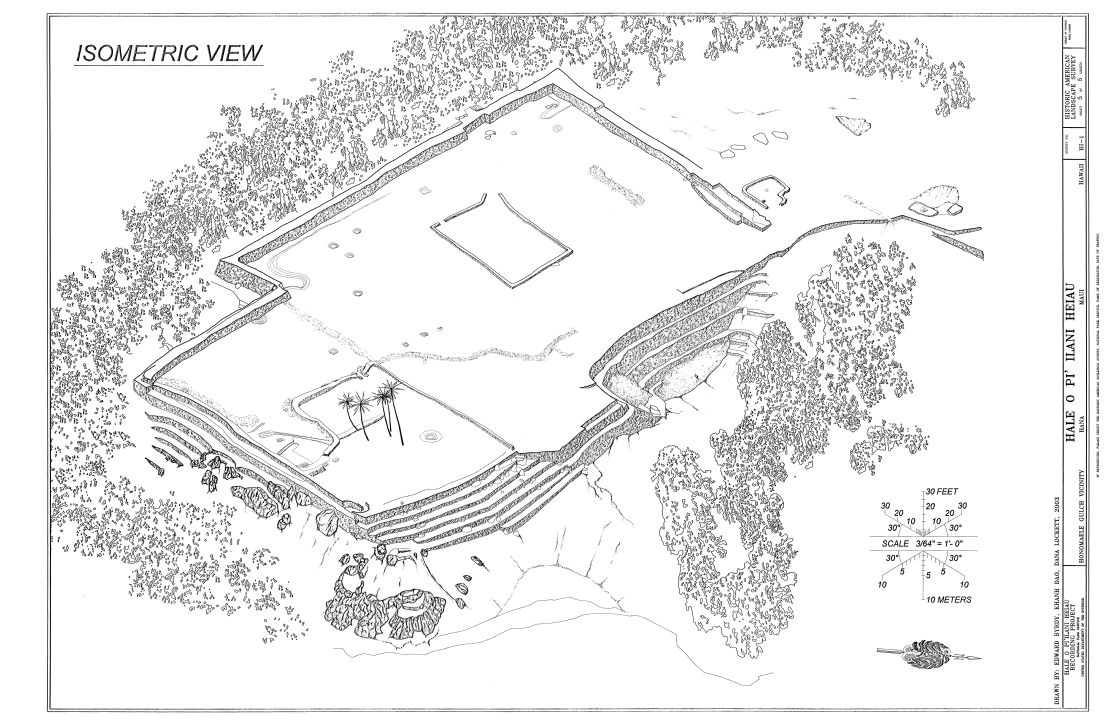
Hale O Pi' Ilani Heiau, cerca de Hana en Maui, Hawái.

Un heiau es un templo hawaiano que consiste en una tribuna de piedra con varias estructuras construidas sobre ella. Estas estructuras se utilizaban como alojamiento de los sacerdotes, para albergar los tambores sagrados ceremoniales, los artículos sagrados y las imágenes del culto que representaban a los dioses vinculados a ese templo concreto. Había también altares en los que se ofrecían sacrificios (plantas, animales y personas). Los heiau eran lugares sagrados; tan sólo se permitía la entrada de los kahuna (sacerdotes) y determinados aliʻi sagrados (jefes supremos). 
El kapu o sistema ʻai kapu fue abolido en 1819 por Liholiho, Kamehameha II. La abolición del sistema kapu supuso el final de la utilización de los heiau como lugares de culto y sacrificio. A este periodo le siguió una época a la que se hace referencia como ʻAi Noa o "alimentación libre". A mediados de 1820, la Cristiandad había llenado este vacío religioso. Lamentablemente, todos los heiau fueron finalmente abandonados, siendo la mayoría de ellos destruidos con el paso del tiempo. A menudo se desmantelaron y se aró debajo para dejar paso a los campos de caña de azúcar.